# Michele Achilli
Michele Achilli (Milano, 22 luglio 1931 – Milano, 4 agosto 2023) è stato un politico e urbanista italiano.

## Biografia
Esponente della sinistra lombardiana del PSI, è stato membro del Parlamento per 25 anni.
Laureato alla Facoltà di Architettura del Politecnico di Milano, è stato assistente di Urbanistica dal 1966 al 1969; è entrato a far parte dell'istituto Nazionale di Urbanistica e dal 1960 al 1990 ha fatto parte di diverse commissioni urbanistiche in diverse città italiane.
Nel 1967 entra alla Camera dei Deputati come primo dei non eletti, in sostituzione del defunto Alcide Malagugini, nelle file del Partito Socialista Italiano, restandoci fino al 1987; ha fatto parte della Commissione Lavori Pubblici e ha presentato diverse leggi in materia urbanistica; dal 1987 al 1992 è stato senatore sempre nelle file del PSI, presiedendo la Commissione esteri.
L’ultimo suo libro, del 2020, “Dialogo Nord Sud. Cronache di un impegno internazionale” tratta della politica estera nell’area mediterranea - e non solo - tra gli anni Settanta e Ottanta».
Si è spento a Milano il 4 agosto 2023.